# Дрель (авіабомба)
ПБК-500У «Дрель» — російська касетна планерна бомба, розроблена НВО «Базальт». Призначена для знищення бронетанкової техніки, наземних станцій радіолокацій і зенітних ракетних комплексів.

## Загальні відомості
Уніфікована касетна авіаційна бомба ПБК-500У СПБЭ-К або «Дриль» — авіабомба, що планерує, призначена для знищення танків, наземних РЛС і засобів ППО. За заявою розробника бомбу практично неможливо розпізнати на радарах.
Бомба наводиться на ціль за допомогою системи ГЛОНАСС, що дає змогу використовувати її без заходу в зону дії ППО противника. Основним носієм цієї бомби має стати Су-57.
Загальна місткість касетного блоку досягає 15 самонаведених боєголовок. Окрема маса кожної з цих боєголовок становить до 20 кг (загальна маса касетної БЧ близько 300 кг). Коли бомба досягає своєї цілі, на висоті близько 250 метрів над землею активується заряд, який спрямований на викид, тобто відокремлює блок із самонаведеними касетними боєприпасами, які потім частково наводяться на ціль за допомогою радіолокаційних і тепловізійних самонаведених боєголовок. Головна їхня ціль — танки, їхні елементи бомби вражають у найменш захищену верхню проєкцію.
Головна перевага «Дрелі» — дешевизна у поєднанні з прийнятною точністю та дальністю польоту. Низька ціна дозволяє застосовувати ці бомби масово — вважає російський військовий експерт Михайло Ходаренок.
Випробування бомби розпочалися у 2016 році.
Станом на травень 2021 випробування авіабомби наближаються до завершення. Військово-повітряні сили Росії планують прийняти на озброєння «Дрель» вже у 2023 році. Про це російським журналістам повідомив глава холдингової компанії «Технодинаміка» (входить до складу держкорпорації Ростех) Ігор Насенков. «Проєкт розробки авіаційної бомби „Дрель“ знаходиться на стадії завершення і планується завершити наступного 2022 року. Якщо блок випробувань буде проведено згідно з планом протягом наступного 2022 року, то в принципі можна організувати серійне виробництво і постачання в російську армію вже у 2023 році».
10 січня 2024 року заявлено що успішно пройдено усі випробування і у 2024 році в Росії розпочнеться серійне постачання касетних авіаційних бомб «Дрель».

## Тактико-технічні характеристики
- Маса — 540 кг.
- Довжина — 3100 мм.
- Максимальний діаметр — 450 мм.
- Висота бомбометання — від 100 м до 14000 м на швидкості від 700 км/год до 1100 км/год.[5]